# Нучет (Кіождянка, Прахова)
Нучет (рум. Nucet) — село у повіті Прахова в Румунії. Входить до складу комуни Кіождянка.
Село розташоване на відстані 81 км на північ від Бухареста, 31 км на північний схід від Плоєшті, 139 км на захід від Галаца, 76 км на південний схід від Брашова.

## Населення
За даними перепису населення 2002 року у селі проживали 413 осіб, усі — румуни. Усі жителі села рідною мовою назвали румунську.